# Jacob Niclas Ahlström
Jacob Niclas Ahlström (n. 5 iunie 1805 Visby — d. 14 mai 1857 Stockholm) a fost un compozitor suedez.